# Stefan Bremer
Stefan Bremer, född 19 juni 1953 i Helsingfors, är en finlandssvensk fotokonstnär.
Bremer är en mångsidig fotograf som verkat på många områden. Redan innan han började studera vid Konstindustriella högskolan var han knuten till en rad tidningar som pressfotograf. Senare har han samarbetat med konstnärer på olika områden såsom teater, dans och musik. Samtidigt har han fortsatt med reportagefotografi för tidningar och tidskrifter samt experimenterat med nya tekniker. Han har även verkat som lärare i film- och fotokonst vid Konstindustriella högskolan samt vid skolor i Sverige. Han utnämndes 1999 till konstnärsprofessor för en femårsperiod.

## Priser
Statens konstpris 1988
Helsingfors kulturpris 2011